# Pterygocalyx volubilis
Pterygocalyx volubilis är en gentianaväxtart som beskrevs av Carl Maximowicz. Pterygocalyx volubilis ingår i släktet Pterygocalyx och familjen gentianaväxter. Inga underarter finns listade i Catalogue of Life.